# Prostovoljno gasilsko društvo Vižmarje - Brod
Prostovoljno gasilsko društvo Vižmarje - Brod krajše PGD Vižmarje - Brod, je bilo ustanovljeno leta 1904. Društvo je eno izmed 12 prostovoljnih gasilskih društev, ki sestavljajo sektor Zahod. Na višjem nivoju je društvo povezano v Gasilsko zvezo Ljubljana, regijo Ljubljana I in končno v Gasilsko zvezo Slovenije. 

## Zgodovina PGD Vižmarje - Brod
Začetki gasilstva v Vižmarjih segajo že v leto 1888, ko je bilo v Šentvidu ustanovljeno prvo gasilsko društvo v tedanji občini, v tem društvu so kmalu imeli krajani Vižmarij tudi svoj odsek. Širjenje naselja in potrebe po požarni varnosti so pripeljali, da so že leta 1904 krajani Vižmarij ustanovili svoje gasilsko društvo. Osnovalni shod se je vršil 10. 4. 1904, ki se šteje kot datum ustanovitve društva. 17. 4. 1904 je bila na Županstvu v Šentvidu prošnja za ustanovitev društva soglasno sprejeta, 21. 6. 1904 pa potrjena pri C. kr. Deželnem predstavništvu v Ljubljani. Ustanovna slovesnost je potekala šele 26. 6. 1904 zaradi zasedenosti mengeške godbe, kulturni program je bil izredno bogat, slavnostna govornica pa je bila pisateljica Manica Koman. Kljub slabemu vremenu je bil izkupiček prireditve nepričakovano visok - 457 kron. 
Tako so že leta 1905, za 900 kron, kupil črpalko z vozom znamke SAMASA (saj so morali prejšnjo črpalko, kot vse orodje, obleke in čelade, 8. 5. 1904, vrniti gasilskemu društvu Šentvid). Leta 1906 so za 200 kron odkupili 15 klafter zemljišča od posestnice Marije Erjavec in leta 1907, za 2483 kron, zgradili nov gasilski dom, kjer stoji še danes.
Leta 1934 so priredili slavje ob 30 letnici društva. Ker so bili v društvo včlanjeni tudi Brojci, so tega leta spremenili ime društva v PGD Vižmarje-Brod.
Leta 1949 je društvo praznovalo 45. obletnico obstoja. Priredili so slavje s parado ob prevzemu prvega gasilskega vozila, to pa je bilo predelano vojaško vozilo Adler.

## Požarni okoliš
Požarni okoliš PGD Vižmarje - Brod predstavlja celotno površino katastrske občine Vižmarje. Tako mejimo na severu na PGD Tacen (meja poteka po sredini reke Save), na zahodu na PGD  Medno in PGD Stanežiče - Dvor, na jugu na PGD Gunclje - male Vižmarje in PGD Šentvid ter na zahodu na PGD Ježica (ki se nahaja že v drugem sektorju - sektorju Sever). Ob večjih nesrečah lahko delujemo na celotnem področju Mestne občine Ljubljana, kot tudi na področju Slovenije (poplave, požari na Krasu) ali tujini.

## Operativna enota
Operativno enoto sestavlja 34 operativnih gasilcev, ki imajo na voljo tri gasilska vozila in gasilski priklopnik. Poveljnik vodi operativno enoto, v pomoč pa so mu: namestnik poveljnika, dva podpoveljnika ter pomočniki poveljnika za radijske zveze, prvo pomoč, izolirne dihalne aparate (IDA).

### Gasilsko vozilo za prevoz moštva - GVM
Volkswagen Transporter, razporeditev sedežev 8+1, vozilo je namenjeno za prevoz moštva in opreme ter vleki gasilskega priklopnika (prikolice).

### Gasilsko vozilo s cisterno - GVC 16/25
Mercedes Benz Atego 1225, razporeditev sedežev 6+1, vozilo je namenjeno gašenju ter manjšim tehničnim intervencijam.

### Tehnično reševalno vozilo z avtodvigalom - TRV-2D
Mercedes Benz Atego 1628 4x4, razporeditev sedežev 2+1, vozilo je namenjeno vsem tipom tehničnih intervencij, na vozilu je tudi dvigalo Hiab 017AW. 

### Priklopnik za logistiko - PL
Proizvajalec LOK Tip: Ap 1300, vozilo je namenjeno za prevoz dodatne opreme in prevozu namenskih zabojev za posredovanje ob poplavah, interventnemu prekrivanju streh, reševanju na in ob vodi.

## Predsedniki in poveljniki društva

### Predsedniki
Do leta 1941 so bili načelniki, predsedniki društva pa od leta 1951 naprej
- Josip Arhar (prevzem funkcije 10. 4. 1904)
- Alojzij Bele (21. 1. 1951)
- Viktor Čepeljnik (24. 1. 1954)
- Anton Globočnik (27. 1. 1968)
- Janez Škrbinc (30. 1. 1971)
- Jure Čokl
- Cveto Šumec
- Bogdan Miklavčič
- Nejc Hočevar
- Matic Ilovar

### Poveljniki
- Franc Marolt (13. 3. 1927)
- Jože Bučan (6. 1. 1931)
- Janez Tome (6. 1. 1933)
- Josip Arhar (5. 11. 1933)
- Viktor Čepeljnik (24. 1. 1937)
- Alojzij Bele (19. 8. 1945)
- Anton Šubic (21. 1. 1951)
- Slavko Marolt (16. 1. 1955)
- Stane Govekar (18. 12. 1955)
- Alojzij Tome (4. 1. 1959)
- Stane Govekar (10. 1. 1960)
- Franc Kregar (7. 1. 1961)
- Albin Bučan (15. 2. 1964)
- Stane Govekar (27. 1. 1968)
- Jani Čepeljnik (3. 3. 1984)
- Jani Škrbinc (9. 3. 1989)
- Boštjan Drolc
- Andrej Petelin
- Matjaž Mulec
- Anže Bitenc
- Marko Toman
- Gašper Miklavčič